# Caserne Serano
La caserne Serano est un monument historique situé à Neuf-Brisach, dans le département français du Haut-Rhin.

## Localisation
Ce bâtiment est situé au 15, rue d'Angoulême à Neuf-Brisach.

## Historique
Ce bâtiment est construit en 1704 sous la direction de l’ingénieur militaire Jacques Tarade, à cette époque inspecteur des fortifications des places d’Alsace, et selon les instructions de Vauban. Appelée « caserne Moll » dans les années 1910, elle est déclassée en 1921 et achetée par l’industriel Alphonse Elter. Le bâtiment est alors utilisé comme entrepôt pour stocker des chiffons destinés à l’industrie papetière. Très endommagé par un bombardement en 1945, il ne reste après la guerre qu’une petite partie du bâtiment d’origine, qui est propriété de la commune. La caserne est alors vendue à plusieurs reprises avant d’être acheté par un dénommé Sérano qui lui donne son nom et la réaménage pour en faire des logements destinés aux travailleurs étrangers. Le bâtiment connaît ensuite diverses affectations. Il fait l'objet d'une inscription au titre des monuments historiques depuis le 20 mars 1989, mais n’est plus occupé à la fin des années 1990.
.

## Architecture
À l’origine, ce bâtiment construit en brique et moellons enduits selon un plan en rectangle allongé est très similaire à la caserne Suzonni. À la suite des dommages de guerre, il n’en subsiste toutefois qu’une extrémité représentant environ un cinquième de la surface d’origine.